# Хиналугцы
Хыналыгцы или хиналу́гцы (хин. кеттитурдур, кетш халх) — малочисленный народ, преимущественно проживающий в селе Хыналыг на северо-востоке Азербайджана; самый высокогорный народ страны. Говорят на хиналугском языке, образующим отдельную ветвь в составе нахско-дагестанской семьи языков. Вместе с будугцами и крызами известны под общим собирательным названием «шахдагские народы» («шахдагцы»).
С изолированным образом жизни и эндогамией этнолог Гамаршах Джавадов связывал сохранение хиналугцев как этнической группы со своим языком и специфической традиционной, материальной и духовной культурой.

## Происхождение и этноним
Изучение этногенеза хиналугцев не представляется возможным, поскольку любые исторические материалы ранее XVIII века отсутствуют. Г. А. Гейбуллаев связывал самоназвание хиналугцев «кетид» с названием одного из албанских племён — «кет»/«гат». М. С. Гаджиев связываел хиналугцев с упоминаемым у армянского историка V/VI века Егише этнонимом катши / катишк' (katišk'), придерживаясь мнения, что это кадусии. А. П. Новосельцев со своей стороны писал: «Из них (то есть племён, упоминаемых Армянской географией VII века — прим.), пожалуй, наиболее интересны хенуки (хенуты), то есть, очевидно, хиналугцы, сохранившиеся как самостоятельный этнический компонент на севере Азербайджана и в наши дни». По мнению Н. Г. Волковой, такой подход к установлению этногенетической связи вряд ли возможен, поскольку автор исходит лишь из созвучия двух этнонимов. Более того, другой учёный — Р. М. Магомедов, считал, что хеноки — это рутульцы, но аргументы в подтверждение своей гипотезы он не приводит, и, с точки зрения Л. И. Лаврова, данное предположение кажется сомнительным.. По другой версии, хенуки являются предками гинухцев.
Впервые топоним Хыналыг упоминается в XIII веке у Якута Хамави в форме Хуналук. По-азербайджански оно называется «Хыналыг», в то время как сами жители именуют его «Кетш», а себя «кетш халх» («кетшский народ») или «каъттиддур» («односельчане»). Будухи и крызы называют их гетди (во мн. ч.). Как в самоназвании (кеттид), так и в экзониме (гетди) присутствует показатель множественности -ди, а в основе выделяется кет- и гет-, что по предположению М. Пашаевой может сопоставляться с этнонимом гат, встречающийся у армянского историка V века Фавстоса Бузанда, и этнонимом кет, который древнеримский писатель Плиний Старший упомянул при перечислении обитавших на Кавказе племён.
В XIII веке, хиналугские учёные носили нисбу Лакзи.

## История

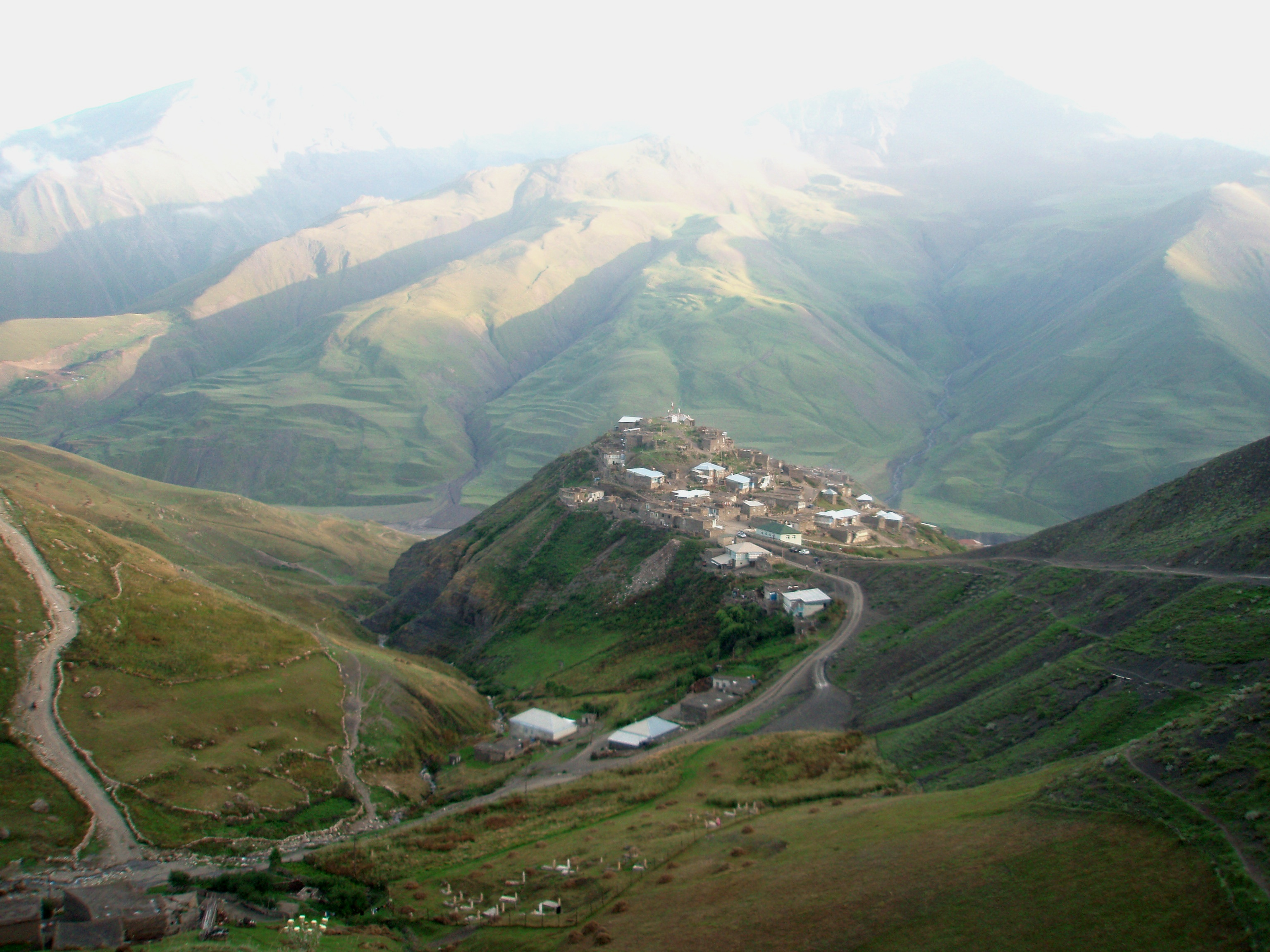
Вид на село Хынылыг, Губинский район

Хиналугцы проживают в одноимённом горном селении на западе Губинского района. Оно находится на высоте 2148,9 м над уровнем моря (или 2300 м) на склоне горы Ахкая, между горами Шахдаг, Фандаг и Шалбуздаг (Дагестан), вблизи истоков реки Кудиалчай. С этим селением связано имя одного из факихов и хадисоведов XII века. Так, Йакут Хамави сообщает о Хакиме, сыне Ибрахима, сына Хакима ал-Лакзи ал-Хунлики ад-Дербенди, шафиитском факихе, приходившийся учеником ал-Газали.
По сообщению И. Г. Гербера, хиналугцы в начале XVIII века имели земли в уезде Рустау, то есть около татского села Рустов, куда «зимнем временем скотину и баранов своих на корм пригоняют, ибо для великих снегов в горах спасти не могут». И. А. Гильденштедт, путешествовавший во второй половине XVIII века по Кавказу, объединял селения хиналугцев, будугцев и крызов в одно название — Кришбудах, но ошибочно причислял их к терекеменским (то есть тюркским, азербайджанским) округам.

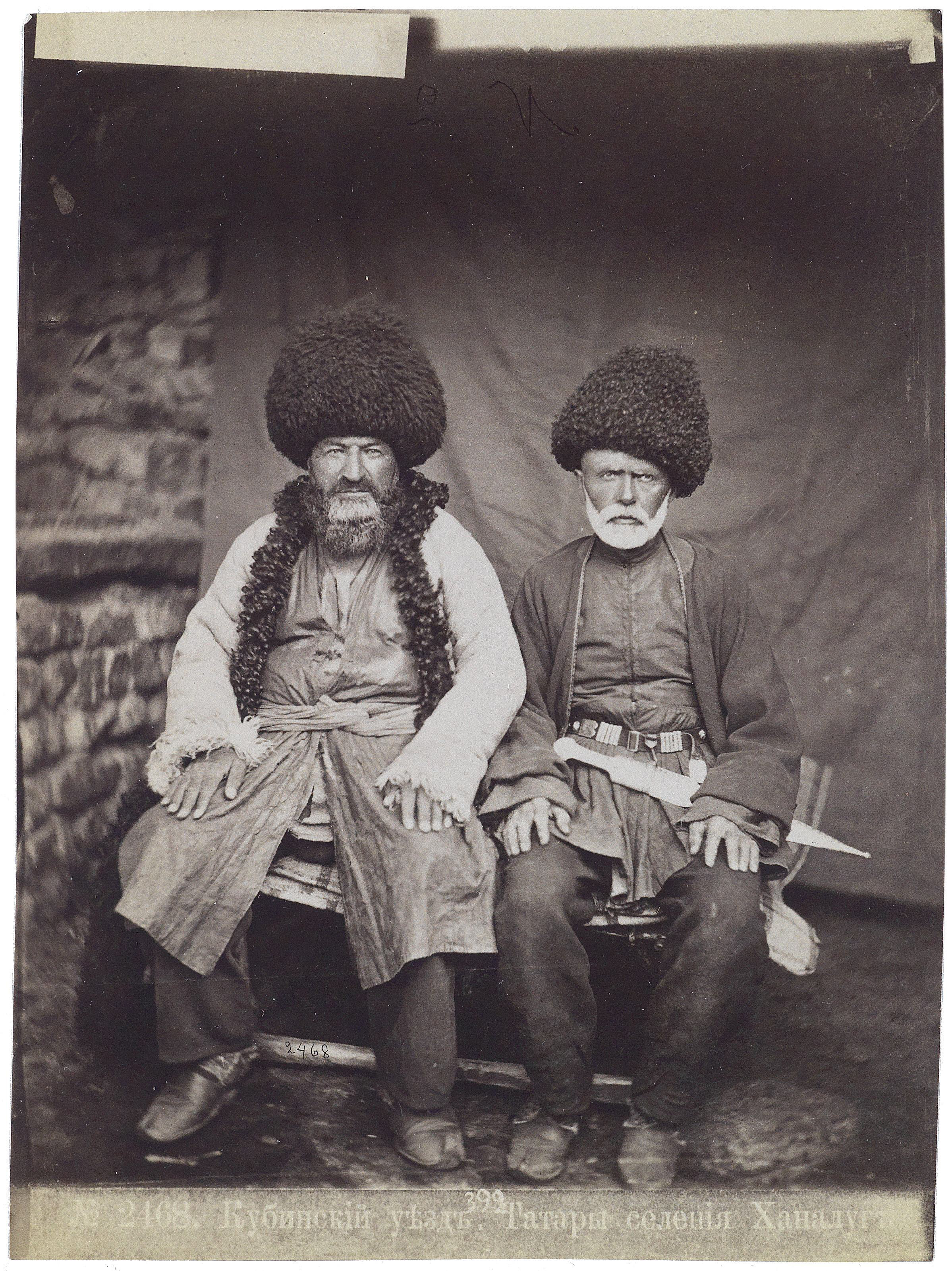
«Татары» (в данном случае хиналугцы) села Хыналыг, 1880-е гг.

В XVIII — начале XIX веков Хыналыг являлся независимой сельской общиной (джамаатом), которая входила в состав Ширванского ханства, а со второй половины XVIII века — в Кубинское ханство. Будучи в составе Ширванского ханства, жители селения, в отличие от остального населения ханства, не несли какие-либо повинности и не должны были платить подати хану. Единственной их обязанностью было несение воинской службы.
В переписи 1897 года они не выделялись из группы лезгинских народов. По сведениям на 1920 год хиналугцев насчитывалось 2,196 человек. Они вели полукочевой образ жизни, со скотом уходили в низины, в Кубинский и Джевадский уезды, а также в Муганскую степь и в Сальяны. Перепись 1926 года зафиксировала в Азербайджане 105 хиналугов, в то время как остальные записались тюрками с хиналугским языком. К тому времени часть хыналыгцев считали себя азербайджанцами по самосознанию и по языку. В 1960-х годах им предлагали переселиться на равнинные земли Кубинского района, но они отказались.
В этнической карте Закавказья в книге «Народы Кавказа» серии «Народы мира. Этнографические очерки», хиналугцы выделены в дагестанскую группу, и единственные из данной группы отмечены этнографической группой азербайджанского народа.
Длительное время хыналыгцы не фигурировали в переписях. Вновь они появились в переписи 2009 года, которая зафиксировала в Азербайджане 2200 хыналыгцев.

## Язык
Хиналугцы двуязычны. Они разговаривают на хиналугском языке. Все они также владеют азербайджанским.

### Хиналугский язык
Хиналугцы называют свой язык «кетш (каьтш) мицI» («кетшский язык»), а термин «хиналугский язык» связан с общепринятым названием их местопроживания — с. Хиналуг. Ещё в начале 1970-х годов им пользовались жители Хыналыга и несколько семей в с. Вандам, являвшиеся переселенцами начала 1940-х годов из Хиналуга. К началу XXI века его носители проживали как в Хиналуге, так и в с. Гюлюстан (Владимировка) Кубинского района.

#### Классификация
Хиналугский язык относится к нахско-дагестанской семье языков, занимая в нём особое место. Одни исследователи условно относят его к лезгинским языкам, в то время как другие считают самостоятельной ветвью нахско-дагестанских языках. Принадлежность хиналугского к лезгинским языкам весьма сомнительна, поскольку целый ряд инноваций, характерных для этой группы языков, в нём отсутствуют. Те специфические хиналугско-лезгинские изоглосс, которые в нём имеются, обусловлены значительным влиянием лезгинского и шахдагского языков.
Такие авторы XVIII—XIX веков как И.-Г. Гербер, П. Г. Бутков, С. Броневский, Р. Эркерт относили его к лезгинским языкам. Другие авторы XIX века рассматривали хиналугский как самостоятельный язык. Ранее всех эту мысль высказал В. Легкобытов, служивший в Грузии советником Грузинской казённой экспедиции. Он в 1836 году писал, что их язык «равно невразумительный для жителей Баку, Кубы и гор Лезгинских». Подобную характеристику мы можем встретить у других авторов XIX века. Так, А. Бакиханов в своём историческом труде «Гюлистан-и Ирам», составленном в 1841 году, при упоминании Хыналыга, сообщал, что он имеет «отличный от всех закавказских племён язык». Историк-экономист Ю. А. Гагемейстер, в одной из своих публикаций о Закавказье за 1850 год, отметил, что жители Хыналыга имеют особый язык, «всем прочим непонятный». Русский востоковед И. Н. Березин, путешествовавший в это же время по Закавказью, оставил следующее: «В Кубинском ханстве, говорят, водятся и живые древности. Это жители селения Хиналуг, говорящие каким-то не людским или по крайней мере не здешним языком, которого ни кубинцы, ни лезгины не разумеют». В материалах списка населённых мест, составленном Кавказским статистическим комитетом (по сведениям с 1859 по 1864 год), говорилось, что они говорят «особым языком, непонятным никому из окрестных жителей».
На протяжении XX века учёные-лингвисты так и не определили место хиналугского среди дагестанских языков. Побывавший в 1926 году в Хыналуге А. Н. Генко выдвинул предположение о близости хиналугского с удинским языком. Р. М. Шаумян, по результат исследования грамматического строя «шахдагских языков», пришёл к выводу, что хиналугский «по своим грамматическим особенностям и лексике… занимает самостоятельное место среди яфетический языков Дагестана».
Б. Б. Талибов в своей статье за 1959 год писал: «…хиналугский язык — это один из языков лезгинской группы, который отошёл от языка-основы несколько тысячелетий тому назад и развивался самостоятельно, вне связи с родственными языками; в данной группе языков он занимает особое место». В подтверждении этого он указывал на фонетическое соответствие и общность многих корневых слов между хиналугским и языками лезгинской группы. Б. К. Гигинейшвили и Н. С. Трубецкой, также относили хиналугский к лезгинской группе.
М. Е. Алексеев в своих работах показал, что хиналугский не является членом лезгинских языков. В настоящий момент хиналугский рассматривается как отдельная ветвь нахско-дагестанских языков (например в Большой российской энциклопедии).

#### Краткие сведения о языке
Это одноаульный язык, потому в нём нет диалектов и говоров. Однако в речи жителей верхней, средней и южной части селения наблюдаются некоторые различия (главным образом фонетические). Хиналугский язык различает грамматические категории по классам: I класс (разумные существа мужского пола), II (разумные существа женского пола), III (неразумные существа, различные предметы, явления и понятие), IV (не относящиеся к III классу предметы, явления, понятия). Обладает сложной падежной системой, состоящей из 16 основных и местных падежей.
Язык считается бесписьменным, однако в 1991 году в Баку вышла книга «ХӀикмаьти чаьлаьнг» на хиналугском языке (кириллическая графика). Преподавание хиналугского языка велось для 1-4 классов с 1993 по 1999 год, но было прекращено, как полагают, по причине заинтересованности родителей в том, чтобы их дети научились хорошо читать и писать по-азербайджански. В 2007 году был принят алфавит хыналыгского языка на основе латиницы.

### Азербайджанский язык
Полевые исследования, проведённые в 1998—2002 годах Международным летним Институтом лингвистики, показали, что среди жителей Хиналуга уровень владения азербайджанским высок. Здесь он использовался для общения с нехиналугцами, образовательных или официальных целях, а также во многих ситуациях за пределами аула. В отличие от старшего поколения, его интенсивно использовало молодое. Женщины изучали его в школе, а также пассивно из телевидения и радио, в то время как представительницы старшего поколения имели более низкий уровень владения азербайджанским. Те, кто родился вне селения, из-за тесных контактов с азербайджанцами по-азербайджански могли говорить лучше, чем по-хиналугски

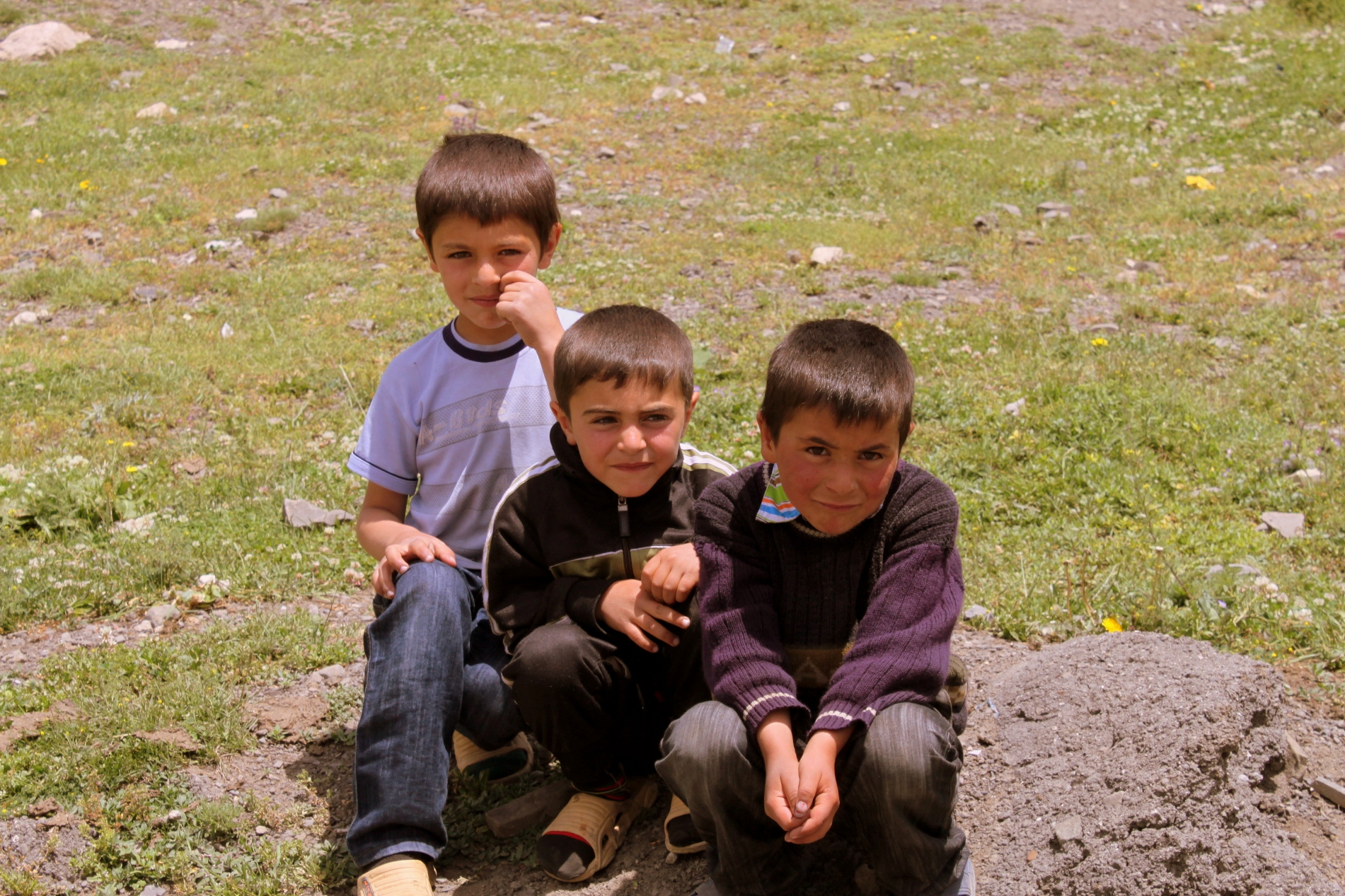
Дети из села Хыналыг

## Религия
Верующие хыналыгцы — мусульмане-сунниты. По преданию, они приняли Ислам в мечети Джомард (Гомард) или Абу Муслим пир, являющейся самой главной и древней в Хыналыге (всего в селе две мечети). Помимо мусульманских праздников орудж байрам и курбан-байрам, хыналыгцы также отмечали новруз-байрам.
Хыналыгцы особо чтят пиры (святилища), считающиеся могилами святых людей. В Хыналыге расположены Джабарбабэ пир, Шихшалбаразбабэ пир, Пираджомэрд пир, Шихисрафилбабэ пир, Кырхабдалбабэ пир. Примерно в двух километрах от села расположен пир воды — Гырх Абдалла пир. На вершине одной из гор, окружающих село, расположено святилище огня «атешгя» (не путать с атешгях близ Баку).

## Быт и культура
В материальной культуре хыналыгцев сочетаются элементы азербайджанской и горской культур. Ещё в XIX веке они, наряду с крызами и будугцами, по культуре и быту были едины с азербайджанским народом, хотя имелись различия в деталях их культуры и быта.
Традиционное занятие — отгонное скотоводство (преимущественно овцеводство). В июне — сентябре скот содержали на горных пастбищах вокруг Хыналыга, на зиму перегоняли на равнину. Земледелие имело подсобное значение. Сеяли ячмень, рожь, чечевицу, для посевов устраивали на горных склонах террасы. В 1930-е гг. стали выращивать капусту и картофель. Ремёсла — изготовление шерстяных тканей (шал), вязаных шерстяных чулок (джораб), одноцветных войлоков (кече), верёвок из козьей шерсти. К числу хиналугских поэтов принадлежит поэт Рагим Алхас.
В 2001 году в селении был открыт Хиналугский культурный центр. Тогда же здесь появился Историко-этнографический музей села Хыналыг.

### Документальные фильмы
- Zirvədən boylanan Xınalıq, снятый студией Азербайджантелефильм в 1999 году (на азерб.)
- Xınalıq, выпуск передачи Gizli ve Ashkar Azerbaycan (на азерб.)
- Хыналыг, выпуск передачи «Вокруг света» (на русск.)